# Hip-hop progressif
Genres dérivés
Rap conscient
Le hip-hop progressif, aussi appelé rap progressif ou prog-rap, est un vaste sous-genre du hip-hop qui vise à faire progresser le genre sur le plan thématique avec des idées de transformation sociale et sur le plan musical avec des expérimentations stylistiques. Il s'est développé grâce aux travaux d'artistes hip-hop américains novateurs au cours des années 1980 et 1990, et est également connu à plusieurs reprises sous le nom de rap conscient, underground et alternatif.
La musique rap progressiste examine de manière critique les questions sociales, la responsabilité politique et les préoccupations existentielles, en particulier dans le contexte de la vie afro-américaine et de la culture des jeunes. Les thèmes communs sont l'injustice sociale, l'inégalité, le statut, l'identité et la religion, avec des discours autour d'idéologies telles que l'afrocentricité et la religiosité noire. Contrairement au gangsta rap, qui domine le genre sur le plan commercial, les artistes du prog-rap rejettent généralement la violence intraculturelle et le matérialisme économique au profit de réponses constructives et éducatives telles que la conscience, l'élévation, l'héritage, l'humour et l'activisme.
Les productions du genre adoptent souvent des approches avant-gardistes et des influences très diverses, telles que le jazz, le rock et la soul. Les morceaux de De La Soul, Fugees, OutKast, Kanye West et Kendrick Lamar en sont des exemples. La musique de ces groupes, en particulier au XXIe siècle, a eu un impact sur les sensibilités grand public du hip-hop tout en contrant les stéréotypes racistes omniprésents dans la culture populaire occidentale.

## Caractéristiques et thèmes
« La culture hip-hop progressif est la voix de la résistance pour la jeunesse noire américaine, mais elle fournit également un modèle pour les possibilités de changement social et a été utilisée comme un outil de politisation pour informer les jeunes sur les problèmes sociaux importants. Les jeunes Noirs sont souvent les premiers à se sentir concernés par la résistance de la jeunesse noire américaine, elle fournit également un modèle pour les possibilités de changement social et a été utilisée comme un outil de politisation pour informer les jeunes sur les problèmes sociaux importants »

— Shawn Ginwright (2004)
Le rap progressif se définit par ses thèmes critiques autour de préoccupations sociétales telles que les inégalités structurelles et la responsabilité politique. Selon Emery Petchaur, professeur et auteur à l'université de Lincoln, les artistes du genre analysent fréquemment les sources « structurelles, systématiques et reproduites » d'oppression et d'inégalité dans le monde, tandis qu'Anthony B. Pinn, de l'université Rice, le décrit comme une forme de hip-hop qui examine les conditions sociales déshumanisantes et les cycles de pauvreté « produisant des options de vie limitées et du désespoir ». Les universitaires Shawn Ginwright et Julio Cammarota observent quant à eux des critiques du racisme, du colonialisme, du capitalisme et du patriarcat qui visent à sensibiliser les jeunes aux problèmes sociaux et à les inciter à militer. Petchaur, s'appuyant sur son expérience d'enseignante dans le secondaire, ajoute que la musique établit fréquemment des liens avec la conscience critique, ce qui peut façonner diversement les sensibilités intellectuelles des jeunes étudiants qui sont « profondément investis dans le hip-hop ».
Dans le contexte des autres formes de rap, le hip-hop progressif est identifié comme un sous-ensemble thématique aux côtés du « status rap », qui exprime des préoccupations concernant le statut social et la mobilité sociale, et du gangsta rap, qui examine des crises existentielles et des contradictions similaires à celles du rap progressif. Cependant, il évite généralement les qualités documentariste du gangsta rap en faveur de réponses activement constructives et éducatives aux problèmes affligeant la société, en particulier les Noirs, ce qui se traduit par des récits qui promeuvent leur histoire, leur culture, leur engagement politique et leur valeur intrinsèque Selon Pinn, il « cherche à répondre à ces préoccupations sans agression intracommunautaire et en termes d'éducation politique et culturelle, en fournissant une interprétation de la société américaine et un programme constructif (par exemple, le respect de soi, la connaissance, la fierté et l'unité) pour l'élévation de l'Amérique noire. » Il ajoute que les œuvres du genre utilisent également « un dialogue plus ouvert avec et une interprétation de la religiosité noire. » Dans une analyse corollaire, sa collègue Evelyn L. Parker affirme que le rap progressiste « cherche à transformer les systèmes d'injustice en transformant la perspective de leurs victimes » tout en démontrant « la voix prophétique claire reflétant la rage causée par les injustices déshumanisantes que subissent les Afro-Américains. »

## Histoire

### Premiers développements
La chanson The Message de Grandmaster Flash and the Furious Five (1982) et la musique de Public Enemy sont citées par Pinn et Parker comme des exemples formateurs du rap progressif,. Parker souligne particulièrement The Message pour la façon dont il communique la colère à propos de la vie urbaine chaotique, notamment dans le refrain : Don't push me, 'cause I'm close to the edge / I'm tryingin' not to lose my head / It's like a jungle sometimes, it makes me wonder how I keep from going under, (« Ne me cherche pas, je vais commettre l'irréparable / J'essaie de ne pas perdre la tête / C'est comme une jungle parfois, je me demande comment je fais pour ne pas sombrer ».). À la fin des années 1980 et au début des années 1990, le rap politique émerge avec un paradigme intellectuel d'afrocentricité qui a façonné l'élément du discours dans le rap progressif.
Au tournant des années 1990, des groupes tels que De La Soul, A Tribe Called Quest et Brand Nubian sont apparus avec des œuvres qui ont « défini le terme hip-hop progressif », selon Greg Kot, qui leur attribue le mérite d'avoir « établi les normes du génie thématique dans l'idiome ». De La Soul, en particulier, « a enseigné aux rappeurs de 1989 qu'il était possible de faire de la musique intéressante et réussie sans s'appuyer sur des regards venimeux et des poses hargneuses », comme l'écrit Cheo Hodari Coker. Ces groupes faisaient partie d'un collectif acclamé d'artistes de hip-hop progressif connu sous le nom de Native Tongues, qui comprenait également Jungle Brothers, Monie Love, Queen Latifah, Black Sheep, Busta Rhymes, et Mos Def.
Bien qu'il ait rencontré un grand succès auprès des critiques, le hip-hop progressif de cette période n'a pas réussi à conquérir un public important parmi les artistes et les fans traditionalistes du hip-hop, qui gravitaient davantage autour des styles rap hardcore du genre. Le premier album de De La Soul, 3 Feet High and Rising, sorti en 1989, avec son mélange de sons collectés allant de la soul à la musique psychédélique, est largement acclamé et se vend bien en dehors du marché du rap. Mais le succès du groupe est rapidement éclipsé par la montée soudaine du gangsta rap au début des années 1990. « De La Soul est passé de la tête du peloton hip-hop à l'arrière d'une impasse attrayante et colorée », comme le raconte Chris Nickson.
Alors que les formes de rap hardcore et gangsta rap dominent progressivement le hip-hop commercial dans les années 1990, des groupes tels que A Tribe Called Quest, Beastie Boys et l'éclectique Afrocentric, Arrested Development continuent d'offrir une alternative commercialisable. Les albums de A Tribe Called Quest du début des années 1990, The Low End Theory (1991) et Midnight Marauders (1993), ont été particulièrement influents dans leur fusion de paroles abstraites et de samples basés sur le jazz, inspirant les œuvres ultérieures de Common, The Roots, et Fugees. Common connait un succès underground avec son single I Used to Love H.E.R. en 1994 et rejoint The Roots dans un collectif en développement et une communauté en ligne connue sous le nom d'Okayplayer, comprenant des musiciens de rap progressif partageant les mêmes idées et mettant l'accent sur les éléments « organiques » du hip-hop. En 1996, les Fugees se font connaître du grand public avec leur deuxième album The Score et ses singles Fu-Gee-La et Killing Me Softly. Cherchant à restaurer un sens de la musicalité qu'ils estimaient avoir perdu au sein de la sous-classe noire, le trio a incorporé des mélodies pleines d'âme, des refrains harmonieux et une instrumentation live (basse, clavier, batterie et guitare) qui s'inspire du reggae, du doo-wop et d'influences latines, tout en interprétant des raps à l'esprit dur sur des idées socialement conscientes et urbaines réalistes.

### Succès grand public

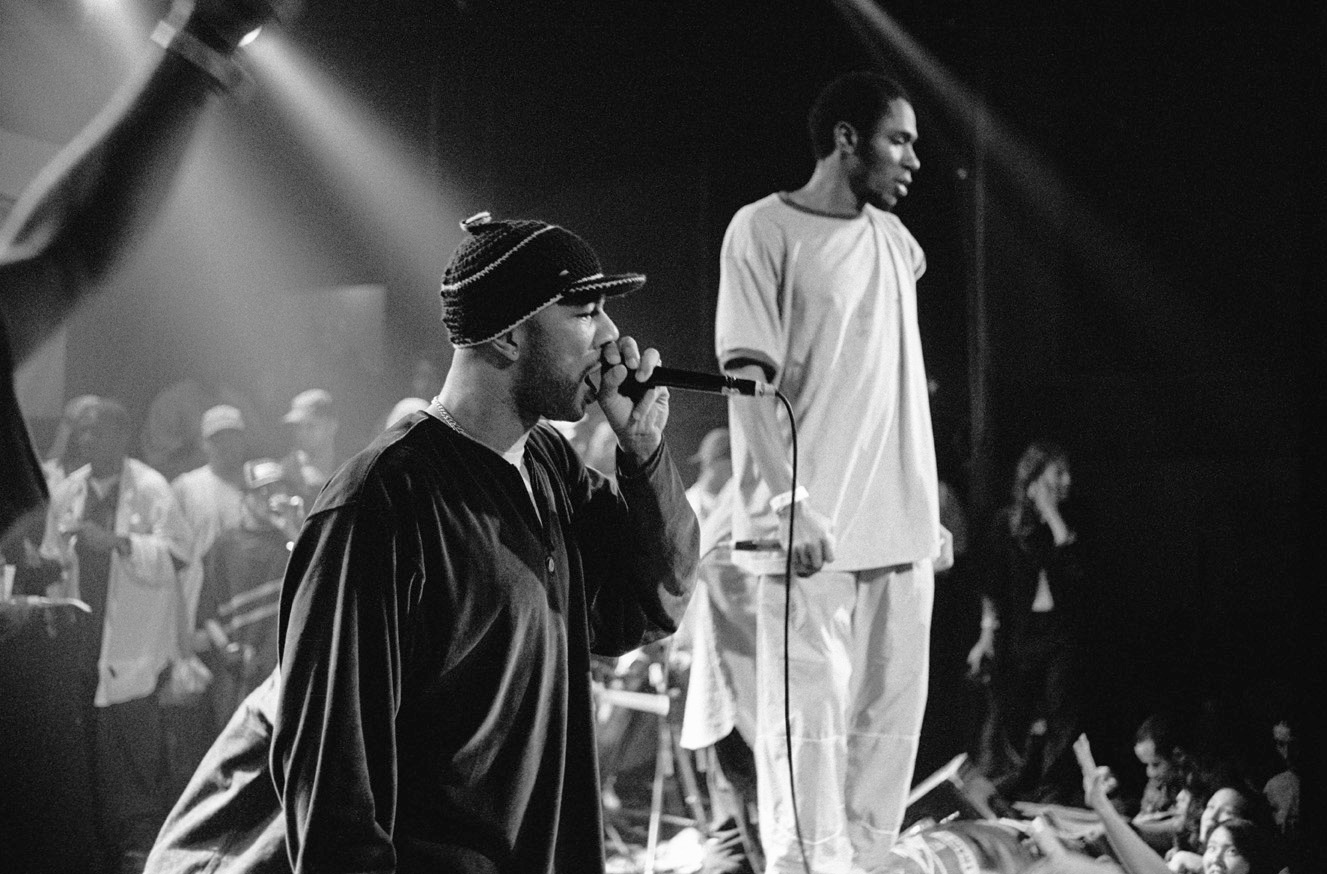
Common (gauche) et Mos Def en 1999.

Au début des années 2000, certains groupes de hip-hop progressif connaissent le succès grâce à des disques qui « ruminaient la direction du hip-hop post-millénaire » et qui étaient produits « dans une veine avant-gardiste destinée à faire évoluer le [genre] », comme le raconte Miles Marshall Lewis. En 2000, The Roots remporte un Grammy pour leur chanson You Got Me (1999), tandis que le premier album acclamé de Mos Def, Black on Both Sides (1999), est certifié disque d'or. Les deux artistes ont souvent collaboré avec Common et sont apparus sur son album Like Water for Chocolate (2000), qui a connu un grand succès commercial.
S'inspirant d'influences du jazz, du RnB, du funk et de la musique africaine, Like Water for Chocolate est une tentative de Common d'« élargir le hip-hop » et son « esprit à différents styles de musique, à différentes approches », comme il l'a expliqué à MTV News dans un article intitulé Common Moves Toward a Progressive Hip-Hop (Common s'oriente vers un hip-hop progressif). Inspiré également par le groupe radical spoken word the Last Poets, il interprète des raps taquins et vantards autour des thèmes de la vie, de l'industrie musicale, des bizarreries culturelles et des relations, ces dernières étant explorées à travers The Light son plaidoyer pour le respect des femmes et la dénonciation du mot bitch. Common a déclaré que lui, Mos Def et The Roots faisaient partie d'un mouvement d'artistes progressistes influencés par le jazz qui essayaient de rivaliser commercialement avec des rappeurs grand public à la production plus austère comme Jay-Z et DMX, qui les avaient largement dépassés jusqu'alors. Interviewé pour le même article, le rappeur Afrika Baby Bam des Jungle Brothers a exprimé son soutien aux jeunes artistes et a estimé qu'ils étaient sur le point d'atteindre leur objectif.

### Orientations diverses

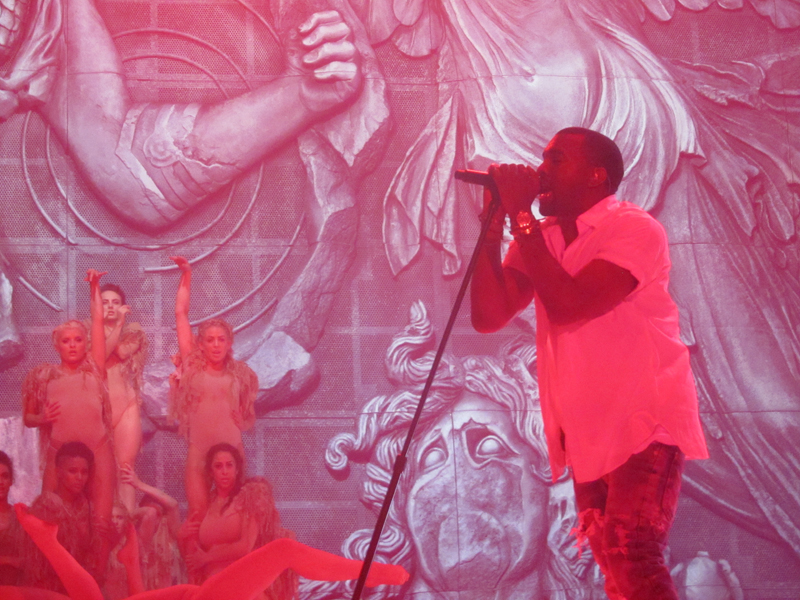
Kanye West en 2011.

En 2010, Kanye West revient d'un processus d'enregistrement élaboré avec My Beautiful Dark Twisted Fantasy, qui oppose les méditations égocentriques du rappeur sur sa célébrité à une production maximaliste instrumentale variée et stratifiée qui utilise des samples, des pistes rythmiques, des claviers, des guitares, des arrangements orchestraux et un grand nombre de chanteurs supplémentaires. Son utilisation de samples de disques de rock progressif sur des chansons comme Power en particulier a conféré à l'album l'épithète de prog-rap, bien que Deville affirme que la musique dans son ensemble « emprunte plus à l'apparat et à la grandiloquence du prog qu'à sa structure compositionnelle labyrinthique ». Selon Robert Christgau, l'album « a sauvé la musique chancelante de [West] de sa célébrité stupéfiante » et a articulé ses « troubles de la personnalité de manière beaucoup plus subtile et satirique » que son album suivant Watch the Throne (2011), une collaboration en tête des ventes avec son ancien recruteur sur les grands labels Jay-Z que West a produit dans une « variante plus funky et moins ornée » du prog-rap de son prédécesseur.
Alors que My Beautiful Dark Twisted Fantasy est largement acclamé et permet à West de se racheter publiquement, une grande partie de l'œuvre musicale du rappeur pendant le reste de la décennie s'est révélée inférieure aux yeux des fans et a été progressivement éclipsée par les histoires entourant sa vie de famille célèbre, ses déclarations publiques provocantes, ses problèmes de santé mentale et ses entreprises non musicales. Faces cite les « controverses hautement médiatisées » de West comme exemple de facteurs contribuant à la perception extérieure que le hip-hop n'est « rien de plus qu'une extension expressive d'un style de vie juvénile, désordonné et misogyne ».
En 2016, le journaliste Mike Vinti de Vice fait état d'un développement du rap progressif au sein de la scène hip-hop britannique. Selon Vinti, il est « porté par des esprits frais comme Gaika, Kojey Radical et Sub Luna City, qui travaillent délibérément en dehors des limites du grime et du hip-hop britannique traditionnel pour créer un rap véritablement progressif qui rivalise avec les États-Unis en termes de créativité, d'urgence et d'importance, et qui dépeint un paysage musical noir britannique beaucoup plus large que ce que l'on entend à la radio ». « Tout en affirmant que le hip-hop américain était en déclin créatif et commercial », Marcus Dowling écrit à la même époque que le rappeur anglais M.I.A. restait un innovateur du rap progressif pour avoir conçu un regard globalisé sur les inégalités de classe et de genre dans un style musical qui mélange la trap, la danse contemporaine et des formes déconstruites de rappeur. « Au XXIe siècle, on peut tout à fait soutenir que le blanc est noir, que le noir est blanc, et que les choses sont manifestement un peu difficiles à comprendre », affirme M. Dowling à propos du hip-hop moderne. « C'est à une femme brune sauvage, diverse, hyper-intellectualisée et new-age de nous guider ».